# Seira
Seira – wieś w Estonii, w prowincji Lääne, w gminie Lihula. Na północ od wsi do rzeki Kasari wpadają dwie rzeki: Vanamõisa oraz Allika.